# NGC 289
NGC 289 là một thiên hà xoắn ốc trong chòm sao Ngọc Phu. Trình biên dịch của Danh mục tổng quát mới, John Louis Emil Dreyer lưu ý rằng NGC 289 là "khá sáng, lớn, mở rộng, giữa 2 ngôi sao sáng đáng kể". Nó được phát hiện vào ngày 27 tháng 9 năm 1834 bởi John Herschel.

## Bộ sưu tập

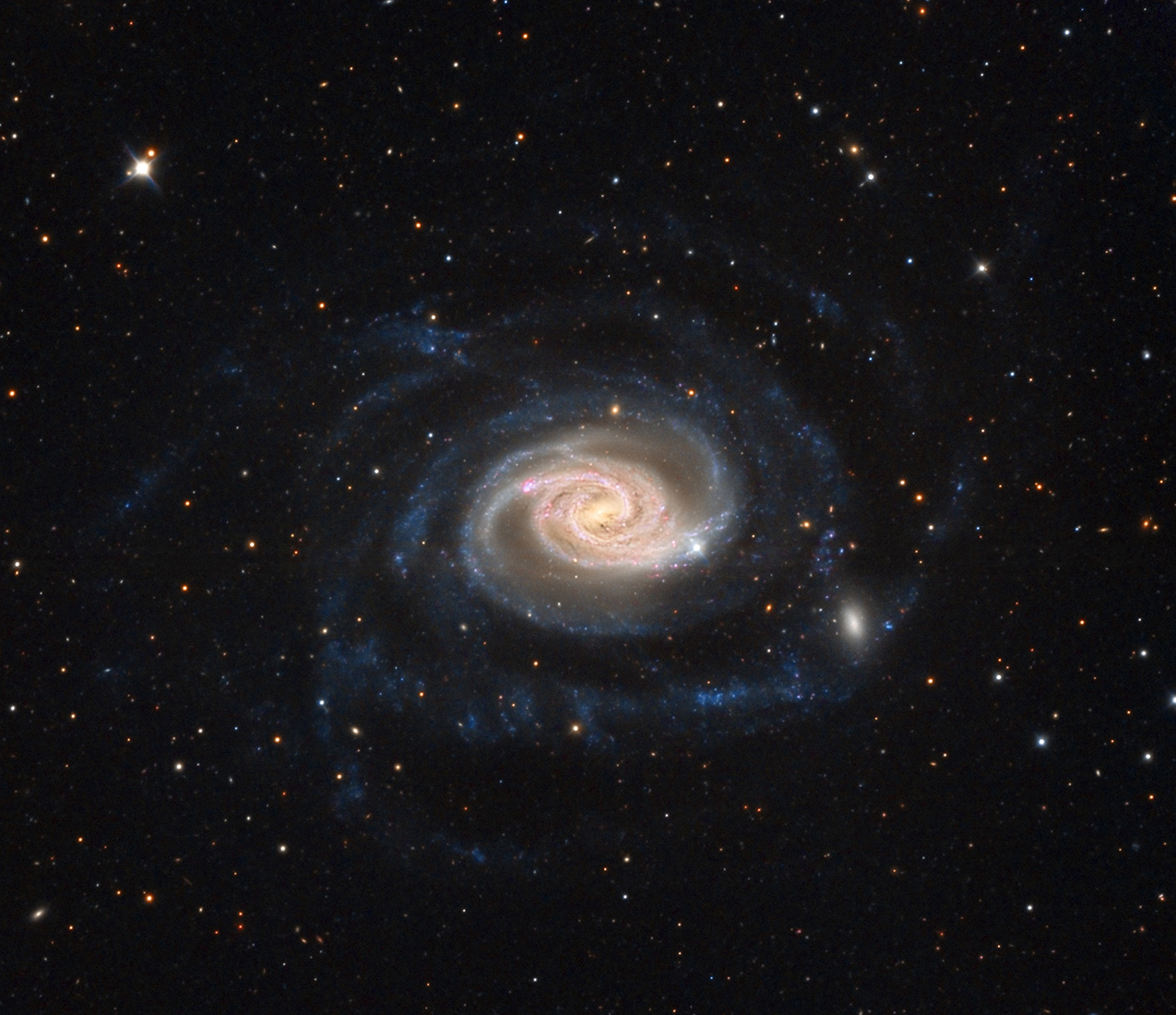
Spiral Galaxy NGC 289 taken at ChileScope Observatory (W76), near Ovalle, Chile. Image courtesy Adam Block